# Rhode aspinifera
Rhode aspinifera là một loài nhện trong họ Dysderidae.
Loài này thuộc chi Rhode. Rhode aspinifera được miêu tả năm 1963 bởi Nikolic.